# 満腹ワイド ラジDONぶり
満腹ワイドラジDONぶり（まんぷくワイド ラジどんぶり）は、長崎県の長崎放送（NBCラジオ）と、佐賀県のNBCラジオ佐賀で月曜日から金曜日まで生放送されていたワイド番組。パーソナリティ陣はラジDONと略すことが多い。

## 概要
NBCの昼ワイド番組で12:00から13:59は後述のパーソナリティ3人で放送している。14：00以降、長崎はパーソナリティ2人で番組が継続するが、佐賀についてはNBCラジオ佐賀のパーソナリティ1人で「別腹ワイドサガDONぶり」（月～木14：00～16：10、金14：00～15：30）として放送している。
なお、パーソナリティのうち2人は長崎NBCのスタジオ、1人はNBCラジオ佐賀のスタジオから放送しており、パーソナリティは対面せず、放送を行っている。番組では時折、「リスナーから佐賀のパーソナリティは長崎に通って放送していると勘違いされた」という話題が出ることがある。
2012年3月で終了し、4月からは新番組「情報コンビニ 午後ですよ」に移行した。

### 内包番組
- ドライバーズ・リクエスト（12:15~）
- ミュージックスクランブル（14:20~）
- 日本列島ほっと通信（15:15~）

## 放送時間
- 月曜～金曜 12:00～15:49 （NBCラジオ）
- 月曜～金曜 12:00～13:59 （NBCラジオ佐賀）

## 出演者
2011年10月～2012年3月（番組終了）の出演者
| 曜日 | 長崎スタジオ         | 佐賀スタジオ |
| ---- | -------------------- | ------------ |
| 月   | 村山仁志・佐々野宏美 | 大迫佐和子   |
| 火   | 村山仁志・佐々野宏美 | 大迫佐和子   |
| 水   | 村山仁志・得丸典子   | かくもとしほ |
| 木   | 安井成行・得丸典子   | かくもとしほ |
| 金   | 安井成行・ごうまなみ | 岩永さやか   |

2011年4月～2011年9月の出演者
| 曜日 | 長崎スタジオ         | 佐賀スタジオ |
| ---- | -------------------- | ------------ |
| 月   | 村山仁志・菊野紗史   | かくもとしほ |
| 火   | 村山仁志・菊野紗史   | 岩永さやか   |
| 水   | 村山仁志・得丸典子   | かくもとしほ |
| 木   | 安井成行・得丸典子   | かくもとしほ |
| 金   | 安井成行・ごうまなみ | 岩永さやか   |

2010年4月～2011年3月の出演者
| 曜日 | 長崎スタジオ         | 佐賀スタジオ |
| ---- | -------------------- | ------------ |
| 月   | 安井成行・得丸典子   | かくもとしほ |
| 火   | 安井成行・得丸典子   | 大迫佐和子   |
| 水   | 國枝政晃・ごうまなみ | 大迫佐和子   |
| 木   | 村山仁志・菊野紗史   | かくもとしほ |
| 金   | 村山仁志・菊野紗史   | 大迫佐和子   |

2009年4月～2010年3月の出演者
| 曜日 | 長崎スタジオ         | 佐賀スタジオ |
| ---- | -------------------- | ------------ |
| 月   | 安井成行・得丸典子   | かくもとしほ |
| 火   | 安井成行・得丸典子   | 大迫佐和子   |
| 水   | 村山仁志・菊野紗史   | 大迫佐和子   |
| 木   | 村山仁志・菊野紗史   | かくもとしほ |
| 金   | 村山仁志・ごうまなみ | 大迫佐和子   |

2008年4月～2009年3月の出演者
| 曜日 | 長崎スタジオ       | 佐賀スタジオ         |
| ---- | ------------------ | -------------------- |
| 月   | 安井成行・いつか   | かくもとしほ         |
| 火   | 安井成行・いつか   | かくもとしほ         |
| 水   | ごうまなみ         | ヒーマン・大迫佐和子 |
| 木   | 村山仁志・得丸典子 | かくもとしほ         |
| 金   | 村山仁志・得丸典子 | 大迫佐和子           |